# Carnaúba dos Dantas
Carnaúba dos Dantas é um município no estado do Rio Grande do Norte (Brasil), localizado na região do Seridó, conhecida regionalmente pela peregrinação ao Monte do Galo, Castelo Di Bivar e pela existência de sítios arqueológicos.

## História
No cenário árido e desafiador do sertão do Rio Grande do Norte, ergue-se majestosamente Carnaúba dos Dantas, um município que personifica a saga da colonização e o florescer de uma identidade cultural resiliente. Esta é a história de uma terra forjada pela coragem dos pioneiros e enriquecida pela diversidade de suas origens.
Os primeiros registros datam dos tempos antigos, quando os Cariris, nativos da região, dominavam as vastas extensões do Sertão do Acauã. No entanto, a verdadeira história começa a ganhar forma com a chegada dos colonizadores, entre eles o tenente Francisco Fernandes de Souza, por volta de 1700.
É com a figura proeminente de Caetano Dantas Correia que Carnaúba dos Dantas realmente começa a tomar forma. Descrito por historiadores como Luiz da Câmara Cascudo, em seu livro "Nomes da Terra", Caetano Dantas Correia, originário de Pernambuco, fundou a Fazenda Carnaúba por volta de 1740. Sua visão empreendedora e seu compromisso com o progresso foram fundamentais para o estabelecimento das bases desta comunidade.
A Fazenda Carnaúba não apenas se tornou um centro de atividade econômica, mas também um ponto de referência para o crescimento e desenvolvimento da região. Sob a liderança de Antônio Dantas de Maria, descendente direto de Caetano Dantas, a capela de São José foi construída no início do século XX, marcando o surgimento do povoado ao seu redor.
O nome "Carnaúba dos Dantas" é uma homenagem à rica herança cultural e histórica deste município. As imponentes árvores de carnaúba, abundantes na região, simbolizam a ligação intrínseca com a natureza, enquanto o sobrenome "Dantas" evoca a linhagem dos fundadores e os valores que eles representavam.
Hoje, Carnaúba dos Dantas representa não apenas um local geográfico, mas um símbolo de resiliência e perseverança. É uma comunidade que se volta para o futuro com otimismo, enquanto preserva e celebra as tradições do passado. Em Carnaúba dos Dantas, a história é mais do que um simples relato do passado; é um guia perpétuo que inspira e molda as gerações vindouras.

## Geografia
Relevo
Formado principalmente por planaltos.
Clima
Clima semiárido, com precipitação pluviométrica anual de 550 mm.
| Dados climatológicos para Carnaúba dos Dantas (2001-2020) | Dados climatológicos para Carnaúba dos Dantas (2001-2020) | Dados climatológicos para Carnaúba dos Dantas (2001-2020) | Dados climatológicos para Carnaúba dos Dantas (2001-2020) | Dados climatológicos para Carnaúba dos Dantas (2001-2020) | Dados climatológicos para Carnaúba dos Dantas (2001-2020) | Dados climatológicos para Carnaúba dos Dantas (2001-2020) | Dados climatológicos para Carnaúba dos Dantas (2001-2020) | Dados climatológicos para Carnaúba dos Dantas (2001-2020) | Dados climatológicos para Carnaúba dos Dantas (2001-2020) | Dados climatológicos para Carnaúba dos Dantas (2001-2020) | Dados climatológicos para Carnaúba dos Dantas (2001-2020) | Dados climatológicos para Carnaúba dos Dantas (2001-2020) | Dados climatológicos para Carnaúba dos Dantas (2001-2020) |
| Mês                                                       | Jan                                                       | Fev                                                       | Mar                                                       | Abr                                                       | Mai                                                       | Jun                                                       | Jul                                                       | Ago                                                       | Set                                                       | Out                                                       | Nov                                                       | Dez                                                       | Ano                                                       |
| --------------------------------------------------------- | --------------------------------------------------------- | --------------------------------------------------------- | --------------------------------------------------------- | --------------------------------------------------------- | --------------------------------------------------------- | --------------------------------------------------------- | --------------------------------------------------------- | --------------------------------------------------------- | --------------------------------------------------------- | --------------------------------------------------------- | --------------------------------------------------------- | --------------------------------------------------------- | --------------------------------------------------------- |
| Precipitação (mm)                                         | 60,6                                                      | 70,7                                                      | 155,7                                                     | 107,2                                                     | 74,6                                                      | 36,3                                                      | 12,8                                                      | 8,1                                                       | 0,5                                                       | 8,2                                                       | 1,8                                                       | 12                                                        | 548,5                                                     |

Flora
Caatinga Hiperxerófila do Seridó - vegetação de caráter mais seco, com abundância de cactáceas e plantas de porte mais baixo e espalhadas. Entre outras espécies destacam-se a jurema-preta, mufumbo, faveleira, marmeleiro, xique-xique e facheiro. Carnaúba dos Dantas está inserida em área susceptível à desertificação em categoria "Muito Grave", segundo o Plano Nacional de Combate a Desertificação. Conta com uma área de conservação existe a Reserva Particular do Patrimônio Natural – RPRN Sernativo – criada pela Portaria Federal n° 1922 de 5 de junho de 1996, esta reserva tem o objetivo de ordenar o uso e proteger o ecossistema da Caatinga, com área de 378,5 ha com reserva legal de 75,7 ha.
Hidrografia
O município carnaubense encontra-se totalmente inserido nos domínios da bacia hidrográfica do rio Piranhas-Açu, sendo banhado pela sub-bacia do Rio Carnaúba. Os principais tributários são os riachos Malhada Vermelha, do Ermo, Boa Vista e do Olho d'água. O maior açude no município um açude é o açude público Monte Alegre com capacidade para 1.421.600 de metros cúbicos d'água, alimentado pelo Rio olho d'água.

## Demografia
Carnaúba dos Dantas apresenta um território 245 km², no ano 2010 sua população era de 7.429 habitantes; Apresenta densidade demográfica de 30,24 habitantes por km². Com população majoritariamente urbana (6028 habitantes) e minoria rural (1401 habitantes). Quanto ao gênero, a cidade é habitada por 3716 homens e 3713 mulheres.

## Povoado Ermo
O Povoado Ermo, situado na zona rural do município de Carnaúba dos Dantas, abriga uma população de aproximadamente 350 habitantes. Localizado a 10 quilômetros de distância do centro de Carnaúba dos Dantas, o Povoado Ermo se divide em Ermo, Ermo de Cima e Ermo de Baixo.
A comunidade oferece serviços educacionais por meio da Escola Francisco Macedo Dantas, que atende desde o ensino infantil até o 9º ano para os alunos locais e das áreas circunvizinhas. Além disso, os serviços médicos, odontológicos e de enfermagem são disponibilizados semanalmente no posto de saúde local.
O principal empreendimento gerador de empregos na região é a Cerâmica Bom Jesus, juntamente com a fábrica de bolachas Bom Jesus. Algumas famílias complementam sua renda por meio da agricultura e do artesanato. O comércio local é representado pelos mercadinhos Santana e JS, que fornecem uma variedade de produtos alimentícios e de limpeza.

Em termos de lazer, o Balneário Portal do Rio é o ponto mais movimentado, proporcionando momentos de descontração e recreação para os moradores. Além disso, a comunidade conta com uma quadra de esportes que oferece treinos de futsal e vôlei ao longo da semana.